# Harry Pennell
Pour les articles homonymes, voir Pennell (homonymie).
Harry Lewin Lee Pennell (1882-1916) est un officier de la Royal Navy, lieutenant et commandant de l'expédition Terra Nova en Antarctique.
Il découvre la côte de Oates (littoral de la terre de Oates) le 22 février 1911, la nommant en l'honneur du capitaine Lawrence Oates.
Pennell devient le commandant du HMS Queen Mary durant l'été 1914.
Il meurt le 31 mai 1916 dans la bataille du Jutland quand son navire est détruit par les croiseurs ennemis SMS Seydlitz et SMS Derfflinger.
La côte de Pennell est nommée en son honneur.
En 1961, Phillip Law identifie les îles Terra Nova dans la mer de Somov, qu'il nomme ainsi en l'honneur de Harry Pennell et du navire de l'expédition. Il s'avèrera en 1989 que ces deux îles n'existent pas.